# 에이지 오브 엠파이어 2: 라이즈 오브 더 라자스
《에이지 오브 엠파이어 2 HD: 라이즈 오브 더 라자스》(Age of Empires II HD: Rise of the Rajas)는 2016년 12월 19일에 발매된 에이지 오브 엠파이어 2의 네 번째 공식 확장팩으로 베트남인, 버마인, 크메르인, 말레이인의 문명 4개가 새롭게 추가되었으며, 스팀에서 HD 에디션의 DLC로 구입 가능하며 스팀을 통해 멀티플레이도 지원된다.
대한민국에서는 현재 스팀을 통해서 단독으로 구매할 수 없으며, 에이지 오브 엠파이어 레거시 번들(에이지 오브 엠파이어 2 + 3 합본)을 통해서만 구매가 가능한 상태였으나. 2019년 2월 현재 구매가 불가능하다.
유일한 방법은 외국유저에게 선물받거나 스팀랜드를 이용하는 것이다.

## 게임 플레이

### 문명들

#### 추가된 문명들
| Group  | 동남아시아                        |
| ------ | --------------------------------- |
| 문명들 | - 베트남 - 버마 - 크메르 - 말레이 |

### 고유 유닛
새로운 문명 역시 게임의 제3단계에 해당되는 '성주 시대'부터는 '성(城)' 건물에서 고유 유닛을 생산 할 수 있다. 그 목록은 다음과 같다.
| 기병                                   | 보병                  | 발사형 무기         |
| -------------------------------------- | --------------------- | ------------------- |
| - 버마: 아람바이 - 크메르: 노포 코끼리 | - 말레이: 카람빗 전사 | - 베트남: 랏탄 궁사 |

- 4개 문명 모두 "전쟁 코끼리"라는 유닛을 가지고 나온다. 페르시아의 전투 코끼리보다 약하고 외형도 다르며, 기병양성소에서 양성한다.

## 캠페인
동남아시아의 역사적 이야기를 배경으로 한 4개 캠페인이 있다.
| 번호  | 캠페인                    | 제목                          |
| ----- | ------------------------- | ----------------------------- |
| 1 - 1 | 가자 마다 (말레이)        | 우리의 창시자들에 대한 이야기 |
| 1 - 2 | 가자 마다 (말레이)        | 무조건적 충성심               |
| 1 - 3 | 가자 마다 (말레이)        | 누산타라의 통일에 대한 맹세   |
| 1 - 4 | 가자 마다 (말레이)        | 새로운 왕에 대한 봉사         |
| 1 - 5 | 가자 마다 (말레이)        | 파순다 부밧의 비극            |
| 2 - 1 | 수리야바르만 1세 (크메르) | 주권 강탈                     |
| 2 - 2 | 수리야바르만 1세 (크메르) | 폭동 진압                     |
| 2 - 3 | 수리야바르만 1세 (크메르) | 위험한 임무                   |
| 2 - 4 | 수리야바르만 1세 (크메르) | 제해권에 대한 도전            |
| 2 - 5 | 수리야바르만 1세 (크메르) | 니르바나파다                  |
| 3 - 1 | 바인나웅 (버마)           | 버마의 호랑이                 |
| 3 - 2 | 바인나웅 (버마)           | 만달레이 코브라               |
| 3 - 3 | 바인나웅 (버마)           | 왕실의 공작                   |
| 3 - 4 | 바인나웅 (버마)           | 백코끼리                      |
| 3 - 5 | 바인나웅 (버마)           | 노장 호랑이                   |
| 4 - 1 | 레 러이 (베트남)          | 대월의 기상                   |
| 4 - 2 | 레 러이 (베트남)          | 산악 공성                     |
| 4 - 3 | 레 러이 (베트남)          | 하노이 전쟁                   |
| 4 - 4 | 레 러이 (베트남)          | 남부 도착                     |
| 4 - 5 | 레 러이 (베트남)          | 세 갈래 공격                  |